# Neurourology and Urodynamics
Neurourology and Urodynamics, abgekürzt Neurourol. Urodyn., ist eine wissenschaftliche Fachzeitschrift, die vom Wiley-Blackwell-Verlag veröffentlicht wird. Die Zeitschrift erscheint mit sechs Ausgaben im Jahr. Sie ist offizielle Zeitschrift der Society for Urodynamics & Female Urology und der International Continence Society. Es werden Arbeiten veröffentlicht, die sich mit der Funktion der Harnwege und Fragen der Inkontinenz beschäftigen.
Der Impact Factor lag im Jahr 2014 bei 2,873. Nach der Statistik des ISI Web of Knowledge wird das Journal mit diesem Impact Factor in der Kategorie Urologie und Nephrologie an 18. Stelle von 76 Zeitschriften geführt.